# Comisión Parlamentaria Conjunta

Logotipo de la Comisión Parlamentaria Conjunta.

La Comisión Parlamentaria Conjunta del Mercosur (CPC) era el órgano representativo de los parlamentos en el Mercosur y fue reemplazado por el Parlamento del Mercosur a partir del 7 de marzo de 2007.
Tenía autonomía pero no facultades decisorias propias. Estaba integrado por 16 parlamentarios por cada estado parte elegidos por los propios parlamentos nacionales.

## Historia
La Comisión Parlamentaria Conjunta del Mercosur fue creada en diciembre de 1994 por el Protocolo de Ouro Preto (arts. 22-27).

## Competencia

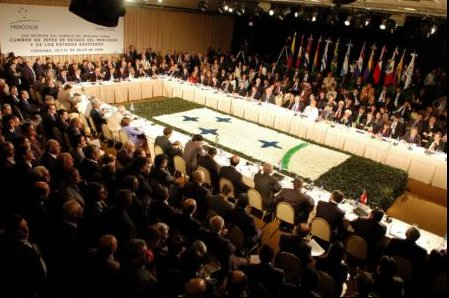
Cumbre del Mercosur, 2006.

La Comisión Parlamentaria Conjunta tenía como funciones principales acelerar los procedimientos internos para la entrada en vigor de las normas emanadas de los órganos del Mercosur y ayudar en la armonización de legislaciones. 
Adicionalmente el Consejo del Mercado Común podía solicitarle el examen de temas prioritarios. 

## Integración
La Comisión Parlamentaria Conjunta (CPC) estaba integrada por 16 parlamentarios por cada país miembro. En 2006 eran 80.

## Funcionamiento
Como otros órganos del Mercosur, el máximo nivel de la CPC era la reunión plenaria, que se reunía dos veces al año, usualmente en coincidencia con las Cumbres del Mercosur.
Poseía además una Mesa Ejecutiva, la Presidencia Pro Tempore y una Secretaría Administrativa Parlamentaria Permanente (SAPP).
Funcionaba por medio de secciones nacionales y subcomisiones. 
El reglamento vigente de la CPC al momento de su cese había sido establecido en la XV Reunión Plenaria, del 28 de junio de 2000, en Santa Fe, Argentina.